# Florin Piersic
Florin Piersic (* 27. ledna 1936 Cluj-Napoca) je známý rumunský herec a televizní osobnost. Má pověst vypravěče, často parodovaného v populární kultuře.

## Život
Florin Piersic navštěvoval Akademii divadelních umění a kinematografie Caragiale v Bukurešti. V roce 1959 se stal členem soubotu Rumunského národního divadla a hrál v řadě inscenací až do svého odchodu do důchodu v roce 1989.
V roce 1958 debutoval ve filmu natočeného ve francouzsko-rumunské koprodukci „Bodláky z Bărăganu“ (rumunsky Ciulinii Bărăganului). Objevil se ve více než čtyřiceti filmech. Často ztvárňoval hrdinské, mužné postavy.
Florin Piersic se oženil třikrát: s Tatianou Iekelovou (jejich manželství trvalo od roku 1962 do roku 1974), se kterou měl syna Florina Jr.; s Annou Szélesovou(1975–1985), matkou dalšího syna Daniela; a od roku 1993 je ženatý s Annou Törökovou.